# Belgioioso (település)
Belgioioso (lombardul Belgios) település Olaszországban, Lombardia régióban, Pavia megyében. Lakosainak száma 6386 fő (2023. január 1.). Belgioioso Albaredo Arnaboldi, Albuzzano, Corteolona e Genzone, Filighera, Linarolo, San Cipriano Po, Spessa, Torre de’ Negri és Stradella községekkel határos.

## Népesség
A település népességének változása:
| Lakosok száma | 6237 | 6201 | 6386 |
|               | 2017 | 2018 | 2023 |